# Saint-Laurent-de-la-Plaine
Saint-Laurent-de-la-Plaine é uma ex-comuna francesa na região administrativa da Pays de la Loire, no departamento de Maine-et-Loire. Estendeu-se por uma área de 18,44 km², com 1 538 habitantes, segundo os censos de 1999, com uma densidade de 83 hab/km².
Em 15 de dezembro de 2015 foi fundida com as comunas de Beausse, Botz-en-Mauges, Bourgneuf-en-Mauges, La Chapelle-Saint-Florent, Le Marillais, Le Mesnil-en-Vallée, Montjean-sur-Loire, La Pommeraye, Saint-Florent-le-Vieil e Saint-Laurent-du-Mottay para a criação da nova comuna de Mauges-sur-Loire.